# 硫磺山要塞国家公园
硫磺山要塞国家公园（英語：Brimstone Hill Fortress National Park）位于东加勒比海的岛国圣基茨和尼维斯联邦的圣基茨岛上。要塞占地十五公顷，由英国军事工程师设计，军队监管着非洲运来的奴隶进行修筑和后继维护。由于地形险要和一直有军队驻扎，硫磺山要塞得到了完好的保存。要塞的建筑布局糅合了英国要塞和加勒比海地区的风格，成为十七、十八世纪城堡的典型范例，是美洲保留的最好的历史要塞之一。

## 历史
1623年和1625年英国和法国的殖民者分别来到圣基茨岛上。1690年，英国军队曾在硫磺山上架设了大炮，夺回了法军占领的查理要塞。法军之前并没有预料到英军的这一行动，因为他们觉得很难把大炮运上陡峭的、并且森林密布的硫磺山。1713年乌特勒支条约签订后，这里完全归属英国。硫磺山要塞的修建后断断续续超过了一百年。在硫磺山要塞全盛之时，它被称作“西印度群岛的直布罗陀”，指的就是它居高临下的高度，给人难以攻克的印象。
1782年法国海军中将弗朗索瓦·约瑟夫·保罗·德·格拉斯组织了对要塞的进攻。在这次围攻中，尼维斯岛先投降了，尼维斯岛上的查理要塞和其他小关隘的武器被集中来进攻硫磺山要塞。英国的萨缪尔·胡德，第一代胡德子爵试图解围未果。损失惨重的英军还是投降了。但一年之后签订的巴黎条约又将圣基茨岛（包含硫磺山）和尼维斯岛归还给了英国。英国加强了要塞的防守能力，之后硫磺山就从未再次陷落过。
1806年，法国海军曾试图夺回该要塞，但未能成功。1853年，英国削减军队预算，硫磺山要塞被放弃，慢慢圮坏 。 1900年代初，重修工程开始。1973年查尔斯王子为重修好的。1985年英国女王伊丽莎白二世为硫磺山国家公园奠基。1987年的法令正式将此地列为国家公园，1999年被列为世界文化遗产。

## 现状
硫磺石山要塞坐落在海拔几乎为800米以上，是整个加勒比海地区最生动的景点之一。硫磺石山城堡占地38亩，今日可以参观的部分包括，居高临下的城堡、医院、军火库、炮官居所、和乔治要塞博物馆。